# Salcia (Teleorman)
Salcia is een Roemeense gemeente in het district Teleorman.
Salcia telt 3090 inwoners.